# 패밀리 타이즈
《패밀리 타이즈》(영어: Family Ties 패밀리 타이스[*])는 1982년부터 1989년까지 총 7 시즌, 176화가 방영된 미국의 텔레비전 시트콤이다.
1960년대·1970년대 문화적 자유주의에서 1980년대 보수주의로 전환하던 당시 사회 현상을 반영하고 있다. 히피 출신 자유주의자 부모님과 공화당을 열렬히 지지하는 장남 앨릭스의 대비 상황이 주된 웃음 유발 요소 중 하나이다.
대한민국에서는 MBC 문화방송에서 1984년 1월부터 1985년 9월까지, SBS 서울방송에서 1991년부터 1992년까지, KBS2 TV 한국방송에서 사랑의 가족이라는 제명 하에 1992년부터 방영하였다.

## 출연
- 메러디스 백스터
- 마이클 그로스
- 마이클 J. 폭스
- 저스틴 베이트먼
- 티나 여더스
- 브라이언 본설